# Carl von Thieme
Carl von Thieme (né le 30 avril 1844, mort le 10 octobre 1924 à Munich) est un banquier allemand, fondateur des sociétés Munich Re et Allianz.

## Famille
Son père était directeur de la société allemande Thuringia. 

## Activités professionnelles
En 1880, Carl Von Thieme créé avec le concours de Wilhelm von Finck (associé de la banque Merck Finck & Co) et Theodor von Cramer-Klett la société Munich Re, et co-fonda la société Allianz, une société de services financiers. Von Thieme restera directeur-général de Munich Re jusqu'en 1922, peu avant sa mort.